# Großsteingrab Onsved Marker 6
Das Großsteingrab Onsved Marker 6 war eine megalithische Grabanlage der jungsteinzeitlichen Nordgruppe der Trichterbecherkultur im Kirchspiel Skuldelev in der dänischen Kommune Frederikssund. Es wurde im 19. Jahrhundert zerstört.

## Lage
Das Grab lag nördlich von Onsved auf einer Wiese westlich des Vangevej. In der näheren Umgebung gibt bzw. gab es mehrere weitere megalithische Grabanlagen.

## Forschungsgeschichte
Im Jahr 1873 führten Mitarbeiter des Dänischen Nationalmuseums eine Dokumentation der Fundstelle durch. Zu dieser Zeit waren keine baulichen Überreste mehr auszumachen.

## Beschreibung
Über das Aussehen der Anlage sind keine genaueren Angaben überliefert. Es ist lediglich bekannt, dass hier Steine einen Kreis bildeten. Es ist aber unklar, ob hiermit die Umfassung des Hügels oder die Grabkammer gemeint war.